# Zvezda (ime)
Zvezda je žensko osebno ime.

## Izvor imena
Ime Zvezda je nastalo iz besede zvézda, enako kot še ime Stela, nemško in italijansko Stella, iz latinske besede stella v pomenu »zvezda«, medtem ko ime Estera izhaja iz perzijščine prav tako s  pomenom »zvezda«.

## Različice imena
- ženske oblike imena: Ester, Estera, Stela, Zvezdica, Zvezdana, Zvezdanka, Zvijezdana, Zvjezdana
- moške oblike imena: Zvezdan, Zvezdodrag, Zvijezdan, Zvjezdan

## Tujejezikovne oblike imena
- pri Angležih, Nemcih, Madžarih, Nizozemcih, Poljakih in Švedih: Stella
- pri Čehih: Stella, Hvězdoslava
- pri Islandcih: Stjarna
- pri Italijanih: Stella, Stellina
- pri Špancih in Portugalcih: Estela
- pri Francozih: Estelle
- pri Rusih: Стелла

## Pogostost imena
Po podatkih Statističnega urada Republike Slovenije je bilo na dan 31. decembra 2007 v Sloveniji število ženskih oseb z imenom Zvezda: 46.

## Osebni praznik
V koledarju je ime Zvezda skupaj z imenom Estera; god praznuje 1. julija.

## Zanimivost
Iz latinske besede stella so se razvila tudi imena v francoščini, npr.: Estoile in Détoile, ter Déletoile kot imena krajev s prvotnim pomenom »križišče cest, oziroma poti«. Temu ustreza tudi ime ljubljanskega parka Zvezda.